# Zbyszek (wieś)
Zbyszek – wieś w Polsce, położona w województwie łódzkim, w powiecie bełchatowskim, w gminie Szczerców nad rzeką Pilsią.
W latach 1975–1998 miejscowość administracyjnie należała do województwa piotrkowskiego.
We wsi znajdował się zabytkowy, drewniany młyn wodny. 